# Рейхард, Пауль
Пауль Рейхард (нем. Paul Reichard; 2 декабря 1854 — 19 сентября 1938) — немецкий путешественник по Африке.

## Биография
В 1880 году примкнул к экспедиции немецкого африканского общества, основавшей на западном берегу озера Танганьика станцию Мпала и затем направившейся к юго-западу, до верхнего Луалаба. После неудачной попытки пройти к югу через область Катанга, богатую медью, Рейнхард, оставшийся единственным представителем экспедиции, с большими трудностями вернулся к озеру Танганьика, потеряв по дороге свои коллекции. Отсюда он через Табора прошёл в Занзибар и вернулся в Европу после 5½-летнего путешествия. Отчёт о своих путешествиях Рейхард напечатал в «Mitteilungen der Africanischen Gesellschaft in Deutschland»; кроме того, написал: «Emin Pascha, ein Vorkämpfer der Kultur im Innern Afrikas» (Лейпциг, 1891), «Deutsch-Ostafrika, das Land und seine Bewohner» (Лейпциг, 1892) и биографию Стенли (Берлин, 1896).